# Gigantoceras
Gigantoceras is een geslacht van vlinders van de familie visstaartjes (Nolidae), uit de onderfamilie Chloephorinae.

## Soorten
- G. adoxodes Bethune-Baker, 1911
- G. apicibrunnea Laporte, 1974
- G. camerunica Berio, 1957
- G. crinopis Hampson, 1905
- G. curvilinea Gaede, 1935
- G. fontainei Berio, 1957
- G. geometroptera Holland, 1893
- G. perineti Viette, 1965
- G. rectilinea Hampson, 1912
- G. solstitialis Holland, 1893
- G. villiersi Laporte, 1975
- G. viridis Berio, 1957
- G. voeltzkowi Viette, 1965